# Cimeira do Milénio
Cimeira do Milênio foi uma Assembleia Geral da ONU realizada de 6 a 8 de Setembro de 2000, em Nova Iorque. Nesse encontro foi produzida a Declaração do Milénio das Nações Unidas, um documento aprovado pela ONU com 147 Chefes de Estado e de Governo e de 191 países. A Declaração do Milênio contém: I - Valores e princípios; II - Paz, segurança e desarmamento; III - O Desenvolvimento e a erradicação da pobreza; IV - Proteção do Nosso Ambiente Comum; V - Direitos humanos, democracia e boa governação; VI - Proteção dos Grupos Vulneráveis; VII - Responder às necessidades especiais da África; VIII - Reforçar as Nações Unidas.
Referência: https://www.oas.org/dil/port/2000%20Declara%C3%A7%C3%A3o%20do%20Milenio.pdf